# Cattedrale di Molde
La cattedrale di Molde (in lingua norvegese Molde domkirke) è il principale edificio di culto della città di Molde, in Norvegia, ed è sede della diocesi di Molde per la chiesa di Norvegia.

## Storia
La cattedrale è un edificio moderno, costruito da Finn Bryn. La prima pietra è stata posta il 18 giugno 1953 e i lavori si sono conclusi nel 1957. L'8 dicembre 1957 la chiesa è stata consacrata e nel 1983 è stata elevata a cattedrale.
Si tratta della quarta chiesa che sorge nello stesso luogo. La prima chiesa era di legno e a pianta a croce ed è stata costruita tra il 1661 e il 1662. La prima chiesa fu demolita e al suo posto fu edificato un secondo tempio, con lo stesso stile architettonico, tra 1841 e 1842. La seconda chiesa bruciò in un incendio il 17 maggio del 1885, ed è stato necessario costruirne una nuova, sempre di legno, conclusa nel 1887. Anche quest'ultima è stata distrutta da un incendio, durante il bombardamento tedesco di Molde nella seconda guerra mondiale. Solo una pala di Axel Ender raffigurante la risurrezione e una croce di legno si salvarono.

## Galleria d'immagini

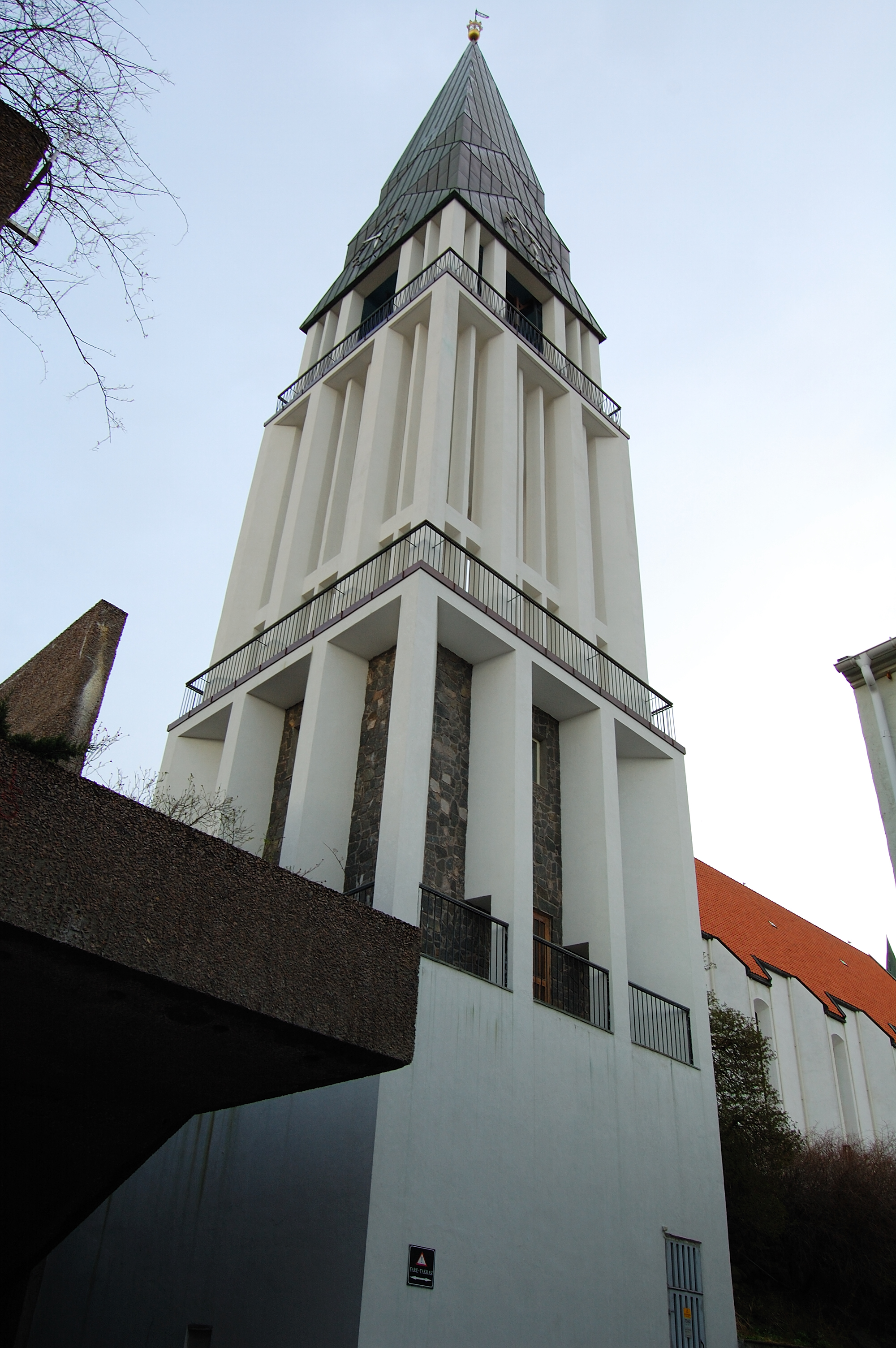
Campanile
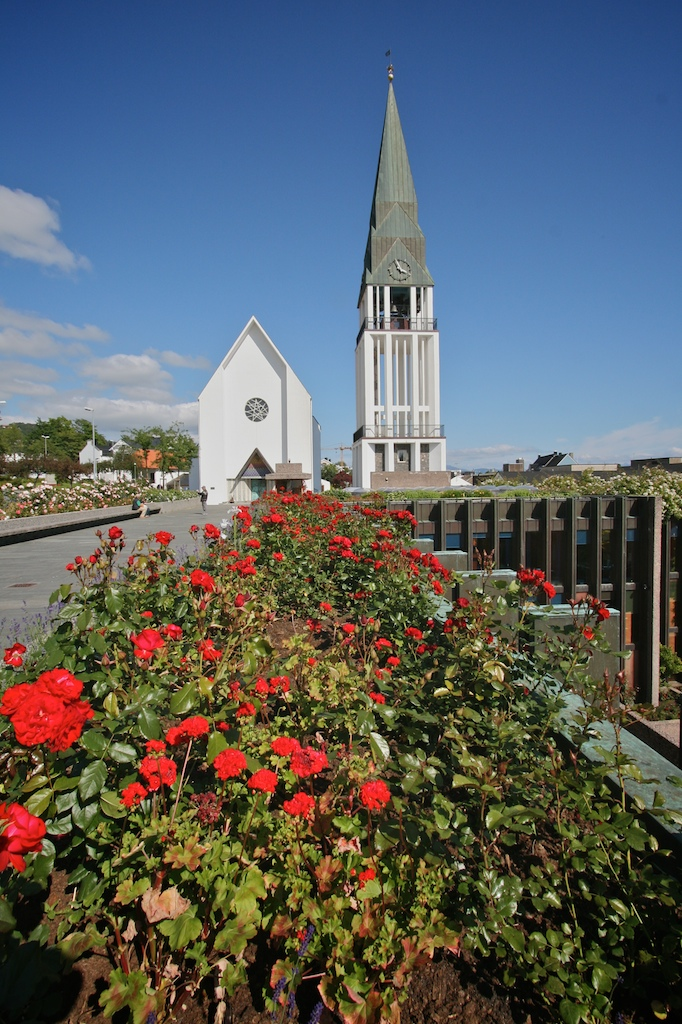
Esterno
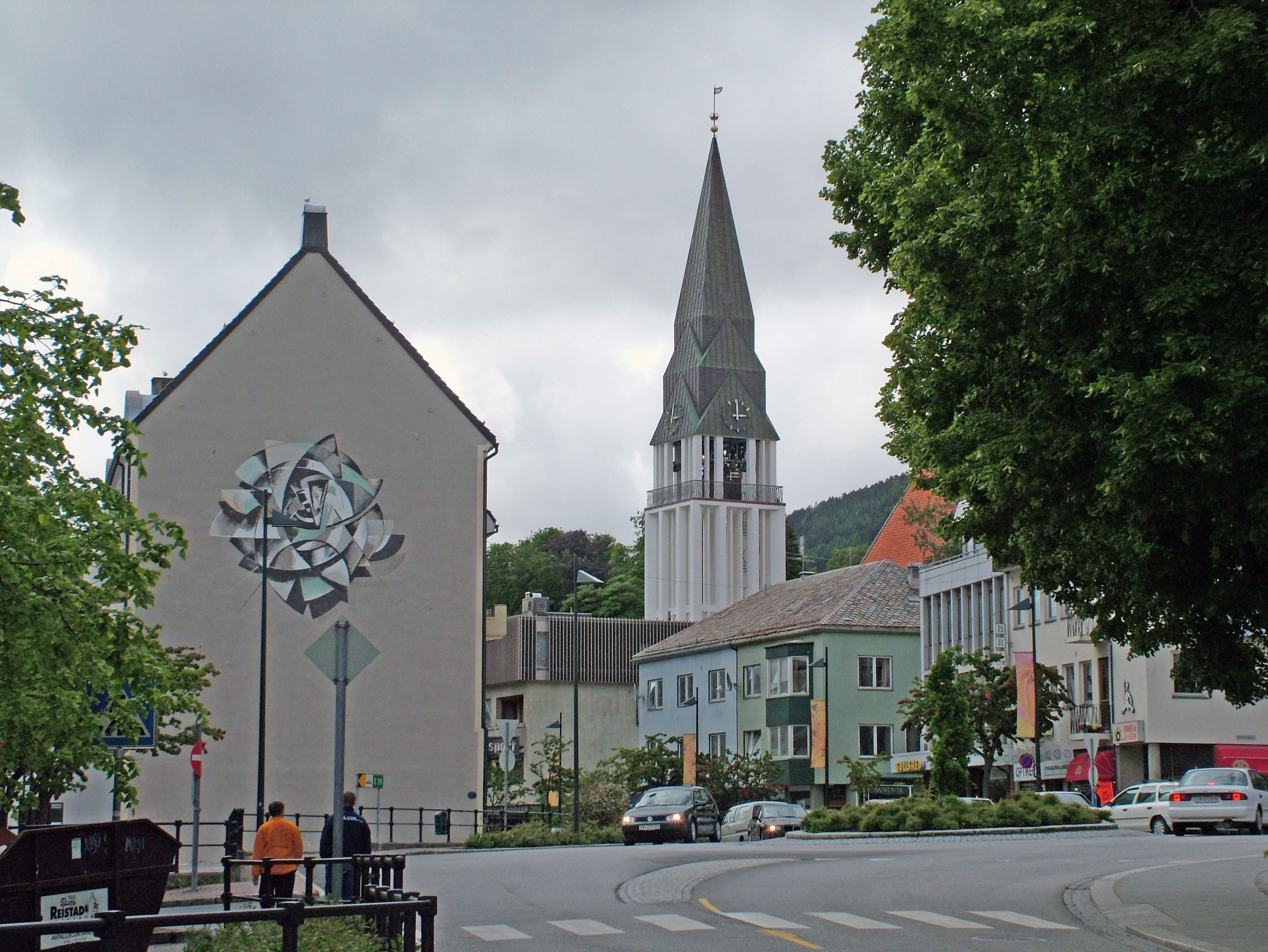
Torre
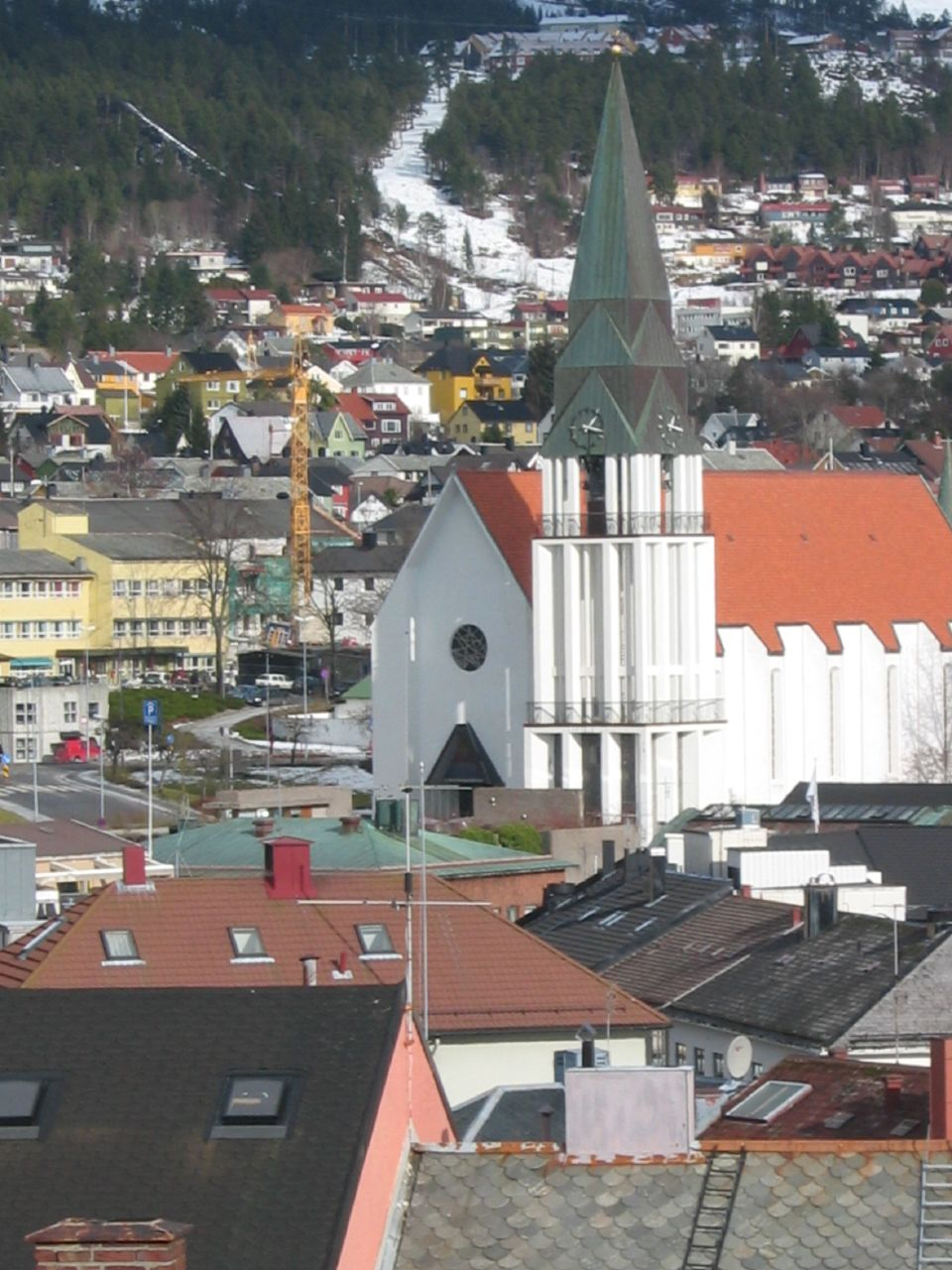
Esterno